# Batallón de Ingenieros Anfibio 121
El Batallón de Ingenieros Anfibio 121 (B Ing Anf 121) es una unidad táctica de ingenieros del Ejército Argentino con asiento en la guarnición militar de Santo Tomé, Provincia de Santa Fe, y con dependencia orgánica de la Agrupación de Ingenieros 601.

## Origen
La unidad fue creada por Superior Decreto en 1945 con el nombre de Batallón de Pontoneros de Grandes Ríos. En 1954 cambia su denominación por el de Batallón de Ingeniero de Grandes Ríos Mecanizados. En 1958 se crea la Compañía de Buzos Autónomos. Desde 1952 los primeros buzos autónomos del Ejército se formaban en la Escuela de Salvamento y Buceo de la Armada Argentina. Luego de depender fugazmente del Centro de Instrucción de Ingenieros de Construcciones, se integra al Batallón de Ingenieros Anfibio. En 1969 cambia su designación por la de Agrupación de Ingenieros Anfibios 601. Es en 1986 que adquiere su actual denominación, pasando a depender del Comando del II Cuerpo de Ejército. En 1995 se crea la Compañía de Buzos de Ejército sobre la base de la Sección Buzos Autónomos de la Compañía de Ingenieros de Asalto Anfibio. Los miembros de esta compañía utilizan una boina marrón con el emblema de los Buzos de Ejército.

## Composición
- Jefatura
- Plana Mayor
- Compañía de Comando y Servicios (incluye un Centro de Medicina Hiperbárica)
- Compañía de Ingenieros de Asalto Anfibio
- Compañía de Buzos de Ejército (integra a su vez la Fuerza de Despliegue Rápido)
- Compañía de Ingenieros de Trasbordo: Las BTP poseen una capacidad máxima de carga de 240 t. Transportan sustancias peligrosas en el río Paraná, ejecutando la Línea de Navegación. También proveen apoyo a las operación.[3]
- Sección Escuela

## Historia operativa
La Compañía de Ingenieros de Trasbordo ejecuta la Línea de Navegación «Soldado Funes», única en el río Paraná, trasladando sustancias peligrosas en sus Barcazas de Transporte Pesado de hasta 240 Tn, evitando así el tránsito de estos elementos por el Túnel subfluvial Raúl Uranga – Carlos Sylvestre Begnis.
La Unidad dicta los cursos de buceo del Ejército en todos los ambientes geográficos, así como participa en los eventuales rescates para los que sean demandados sus servicios.
En 1978 la unidad participó de la movilización por el conflicto limítrofe con Chile sobre el canal del Beagle, desplazando sus efectivos y equipos hacia la provincia de Santa Cruz.
En 2003 trabajó incansablemente asistiendo a la comunidad en la Ciudad de Santa Fe, afligida por graves inundaciones, utilizando sus botes de asalto y vehículos anfibios ACL-5 para los rescates, traslados de personal y transporte de alimentos.
En noviembre de 2009 brindó facilidades logísticas y medios durante el ejercicio conjunto «Margot», desarrollado en su área de influencia.
Durante diciembre de ese mismo año, colaboró en la asistencia a los afectados por las inundaciones del Litoral argentino, ocupándose con sus barcazas del traslado de más de 2000 cabezas de ganado desde las islas del Río Paraná a corrales en tierra firme.
En el año 2011 la unidad ejecutó la obra de protección de toma de agua sobre el río Colastiné, en la Provincia de Santa Fe, la cual forma parte del sistema de abastecimiento a la planta potabilizadora de la ciudad capital de esa provincia.
En 2020 prestó apoyo en la operación de protección civil desplegada por las Fuerzas Armadas de la Nación durante la pandemia de COVID-19 en la Argentina y bajo la conducción del Estado Mayor Conjunto.
En 2024 participó del ejercicio Soberanía con las barcazas de transporte pesado para las fuerzas blindadas del Ejército.